# Igino Ghisellini

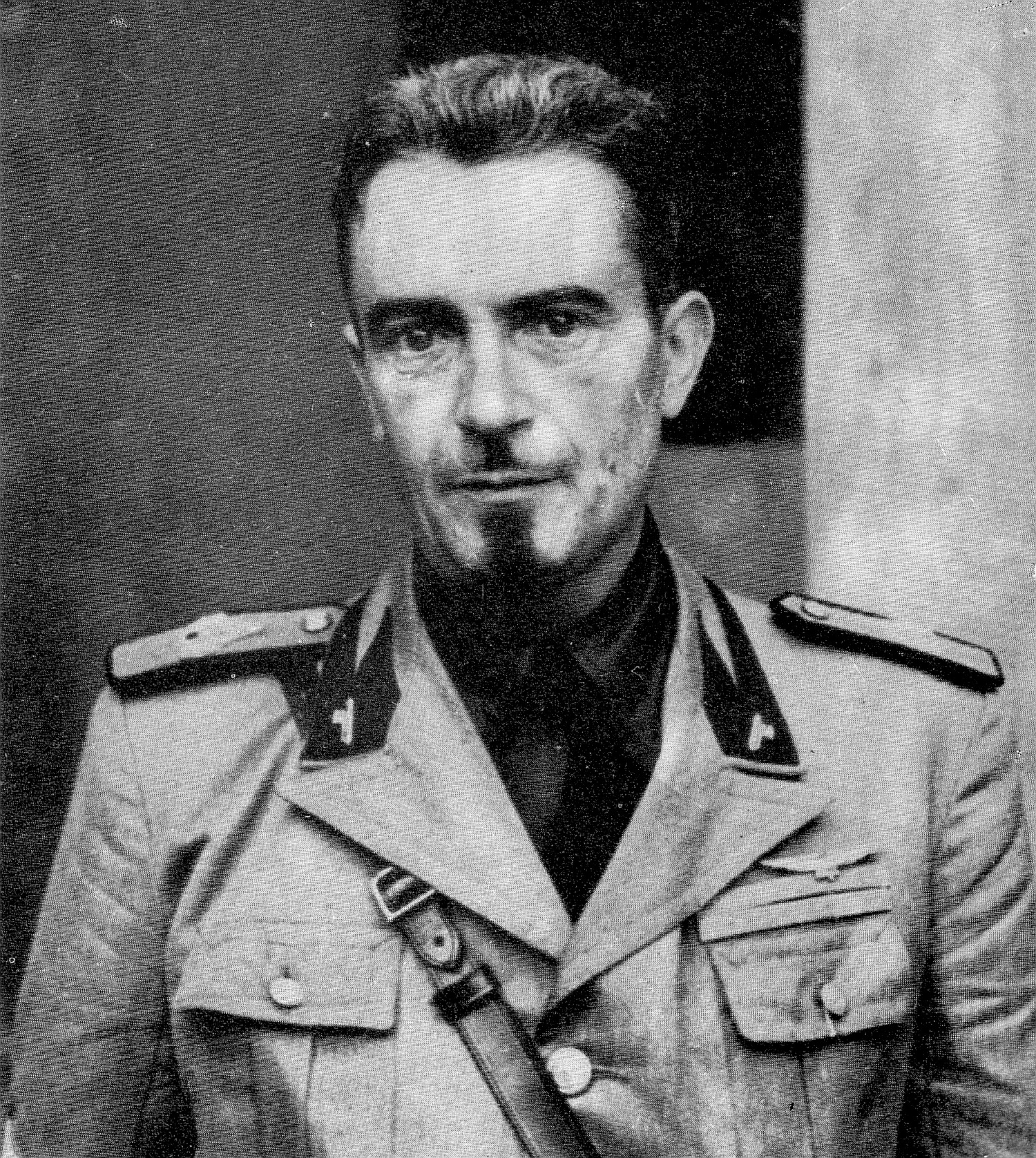
Igino Ghisellini

Igino Ghisellini (* 20. Juli 1895 in Buonacompra einem Ortsteil von Cento; † 13. November 1943 in Ferrara) war ein italienischer Militär und faschistischer Parteifunktionär.

## Leben

### Jugend und der Erste Weltkrieg
Ghisellini wurde am 20. Juli 1895 in Buonacompra, einer Fraktion der Gemeinde Cento, als Sohn von Napoleone Ghisellini geboren. Nachdem er sich als Freiwilliger zum Ersten Weltkrieg gemeldet hatte, wurde er 1916 als Offizier der Arditi an der italienisch-österreichischen Front eingesetzt, wo er am 6. Oktober desselben Jahres verwundet wurde. Nach seiner Genesung nahm er an den Kämpfen am 25. März 1917 am Dosso Faiti auf dem Karst-Plateau, am 4. Juli 1918 am Monte Solarolo (1672 m) im Grappa-Massiv und am 16. September 1918 am Fossa Val Martin teil. Nach einer erneuten Verwundung kehrte er nach Cento zurück, verließ aber bald das Lazarett, in dem er sich erholte, um wieder in den Dienst zurückzukehren. Als Angehöriger der XVIII. Sturmabteilung nahm er ab dem 26. Oktober 1918 an den Kämpfen am Col della Martina teil und wurde am folgenden Tag am Monte Pertica verwundet.
Im Jahr 1919 nahm er an einigen Militäraktionen in Albanien teil und kehrte dann in seine Heimat zurück, wo er 1921 zusammen mit seinen jüngeren Brüdern Massimiliano und Bruno der Partito Nazionale Fascista (PNF) beitrat und im darauf folgenden Jahr am Marsch auf Rom teilnahm. Seine Mitgliedschaft in der PNF von Anbeginn an, brachte ihm später den Titel eines Squadristen ein. Nach dem Studium der Veterinärmedizin an der Universität Bologna wurde er am 17. Dezember 1922 zum Stadtrat von Cento gewählt.
1929 erwarb er ein zweites Diplom in Pharmazie und Chemie und wurde Sekretär der PNF in Casumaro, wo er lebte und als Tierarzt arbeitete. 1936 zog er als Freiwilliger in den Abessinienkrieg, wo er am 5. März 1937 in Neghe Sel Nurè kämpfte. Nach einer kurzen Rückkehr verließ er 1938 erneut das Land, um als Freiwilliger im CTV auf der Seite der Nationalisten am Spanischen Bürgerkrieg teilzunehmen.

### In Kroatien
Im Juli 1941 wurde Ghisellini Mitglied der örtlichen Parteileitung der PNF in Ferrara. Im Zweiten Weltkrieg nahm Ghisellini als führendes Mitglied der Milizia Volontaria per la Sicurezza Nazionale (MVSN) an der jugoslawischen Front als Angehöriger des LXXV. Schwarzhemden Sturm-Bataillons „Ferrara“ und später an der Partisanenbekämpfung teil, indem er die Ustascha im kroatischen Operationsgebiet unterstützte. Bei diesen Kämpfen verlor er einen Verwandten, den Arzt Costantino Ghisellini, der 1942 in einem Hinterhalt getötet wurde. Im Sommer 1943 kehrte er in die Heimat zurück.

### Vorsitzender in Ferrara und Tod
Am Tag nach der Verkündung des Waffenstillstandes am 8. September 1943 wurde Ferrara von deutschen Truppen besetzt. Daraufhin vereinbarten der Präfekt und die lokalen faschistischen Parteifunktionäre die Reaktivierung der nach dem Sturz Mussolinis aufgelösten städtischen Sektion der Partito Nazionale Fascista mit dem Ziel, die Arbeit der neuen faschistischen Repubblica Sociale Italiana (RSI) zu unterstützen. Alessandro Pavolini schlug Igino Ghisellini als Parteivorsitzenden der Partito Fascista Repubblicano (PFR) vor, die aus der ehemaligen PNF hervorgegangen war. Ghisellini trat sein Amt offiziell am 21. September 1943 an und übernahm gleichzeitig das Kommando über die neu geschaffene 75. Schwarzhemden-Legion „Italo Balbo“.
Ghisellini fuhr täglich die Strecke zwischen Ferrara und Casumaro in einem Fiat 1100, der ihm von der PFR zur Verfügung gestellt worden war. Auf dieser Strecke wurde er am 13. November 1943 gegen 21 Uhr durch sechs Schüsse getötet. Seine Leiche wurde in Castello d’Argile zurückgelassen, wo sie am nächsten Morgen in einem Straßengraben gefunden wurde.
Die Nachricht erreichte kurz darauf Verona, wo der Parteitag der PFR stattfand und wohin Ghisellini am selben Tag reisen wollte.
Die Nachricht wurde sofort von Alessandro Pavolini an die Versammlung weitergeleitet:

„Der Kommissar der Föderation Ferrara der hier bei uns sein sollte, Genosse Ghisellini, wurde durch sechs Pistolenschüsse getötet. Unsere Gedanken sind bei ihm. Er wird gerächt werden!“

Um seinen Tod zu rächen, organisierte Pavolini ein Strafkommando unter der Führung von Enrico Vezzalini, Konsul Giovanni Battista Riggio und Franz Pagliani, das am Nachmittag in Ferrara eintraf. Noch am selben Abend wurden 74 Bürger von Ferrara verhaftet, unter denen 11 Personen ausgewählt wurden, die im Morgengrauen des 15. November im Castello Estense erschossen wurden.
Die Repressalien und das Massaker im Castello Estense wurden von Giorgio Bassani in seinen Cinque storie ferraresi (Fünf Geschichten aus Ferrara) literarisch verarbeitet und von Florestano Vancini in dem Film Die lange Nacht von 43 filmisch umgesetzt.

## Kontroverse um die Mordhintergrund
Die Hintergründe der Ermordung Ghisellinis wurden nie endgültig geklärt. Die Faschisten und Pavolini, die 1943 auf dem Kongress in Verona versammelt waren, machten sofort nach Bekanntwerden der Todesnachricht die Antifaschisten für den Mord verantwortlich. Am darauffolgenden 24. September wandte sich der alliierte Radiosender L’Italia combatte an die Antifaschisten in Ferrara: „Ihr Patrioten von Ferrara, ihr wisst, was geschehen ist. Ihr wart es, die im vergangenen November den vorsitzenden Ghisellini hingerichtet haben...“.
Diese Version wurde später vom Neofaschisten und MSI-Mitglied Giorgio Pisanò bestätigt, der auf die Gruppi d’Azione Patriottica (GAP) als Täter verwies und ein Exemplar der kommunistischen Parteizeitung L’Unità vom 15. Dezember 1943 vorlegte, in der in einem Artikel mit der Überschrift Traditori fascisti giustiziati Verräterische Faschisten hingerichtet über die Ermordung Ghisellinis berichtet wurde.
Ein weiteres von Pisanò gesammeltes Belastungsmaterial aus dem Partisanenmilieu stammt von Spero Ghedini, der zum Zeitpunkt der Ermordung Ghisellinis Partisan in Bondeno bei Ferrara war. Er wurde 1944 Kommissar der kommunistischen Verbände in der Provinz Ferrara und Mitglied des CLN der Provinz. 1983 schrieb er in seinem autobiographischen Buch Uno dei centoventimila (Einer der Hundertzwanzigtausend):

„Der Gerarca wurde in Wirklichkeit von den Partisanen hingerichtet und nicht von den Faschisten, die mit ihm nicht einverstanden waren, eine These, die jahrelang im Umlauf war, ohne dass jemand eingriff um sie zu widerlegen. Ich selbst konnte dies vor einigen Jahren in einem Interview mit der Zeitschrift Vie Nuove bestätigen. Das Attentat wurde von Mario Peloni sorgfältig vorbereitet, der auf drei Genossen zählen konnte, nachdem er mit ihnen lange über die Zweckmäßigkeit und exemplarische Bedeutung der Aktion diskutiert hatte. Einer der drei war ein Mann aus Ferrara, an dessen Namen sich keiner von uns erinnert. Es handelte sich um ein Vorgehen, das sowohl durch den Zustand des offenen Kampfes als auch durch die Notwendigkeit erzwungen wurde, die Reorganisation der faschistischen Partei mit allen Mitteln zu verhindern und die kürzlich erreichte Einheit der antifaschistischen Bewegung zu bewahren, die durch die falsche und hinterhältige „Befriedungsarbeit“ von Männern wie Ghisellini untergraben zu werden drohte.“

In einem Interview vom 28. November 1983, das von Pisanò veröffentlicht wurde, erklärte Ghedini: „In jener Nacht blockierten die Genossen das Auto auf der Straße, nur einer schoss und tötete Ghisellini. Das Auto und die Leiche wurden dann nach Castel d’Argile gebracht, um die Ermittlungen abzulenken. Das Attentat fand am Stadtrand statt, man kann sagen, einige hundert Meter von der Federazione Fascista entfernt“.
In die gleiche Kerbe schlägt Giorgio Bocca, der die Ermordung Ghisellinis zu den damaligen Aktionen der Gappisten zählt und sie aufgrund des Kongresses in Verona als wichtigen „Resonanzboden“ für die Partisanenbewegung ansieht. Auch Ermanno Gorrieri zählt in einem Artikel von 1977 die Ermordung Ghisellinis zu den Partisanenaktionen und nennt sie zusammen mit dem Überfall der Gappisten auf deutsche Soldaten im Restaurant „Fagiano“ in Bologna und der Ermordung von Aldo Resega und Eugenio Facchini, Vorsitzende aus Mailand bzw. Bologna, ebenfalls durch Gappisten.
Einige Historiker bestreiten jedoch, dass es sich um Partisanen handelte. Nach den Berichten von Mimmo Franzinelli leitete die faschistische Ortsgruppe die vertrauliche Untersuchung des Verbrechens und verfolgte dabei auch die Spur einer internen Fehde innerhalb der faschistischen Kreise, während seine Witwe sagte, sie sei sicher, dass der Mörder „jemand war, den er kannte, sonst hätte er nicht in das Auto steigen können“, während auch die Spur eines Verbrechens aus Leidenschaft aufkam. Andere Rekonstruktionen gehen davon aus, dass der Mord von jemandem aus den eigenen Reihen begangen wurde, weil es Meinungsverschiedenheiten über seine Ernennung zum Vorsitzenden gab. Dieser soll ihn, nachdem er um eine Mitfahrgelegenheit in seinem Auto gebeten hatte, auf dem Weg dorthin erschossen haben: Diese These nimmt Gestalt an, da es scheint, dass Ghisellini durch einen gezielten Schuss getötet wurde, aber die Situation scheint nicht eindeutig zu sein, da in Wirklichkeit sechs Schüsse abgegeben wurden.
In der unmittelbaren Nachkriegszeit wurde ein Prozess geführt, der den Mord auf eine interne Fehde innerhalb der lokalen Faschisten zurückführte. Diese Schlussfolgerungen wurden sowohl von Gianni Oliva als auch von Mimmo Franzinelli geteilt. Aurelio Lepre vertritt die gleiche Meinung. Renzo De Felice beschränkt sich darauf, die gegensätzlichen Versionen wiederzugeben, ohne persönlich Stellung zu beziehen.
Eine neuere Interpretation des Verbrechens (nachzulesen bei Franzinelli) sieht eine mögliche Verbindung zwischen der Widerstandsbewegung und den personellen Zielen der Faschisten, die in Opposition zu Ghisellini standen. Nach dieser Version – die berücksichtigt, dass Ghisellini, obwohl er sich bedroht fühlte, am Abend des 13. seinen Eskortsoldaten Edgardo Baiesi abziehen ließ – war Bruno Rizzieri, der in der Tatnacht zur Wache gehörte und die Ortseingänge kontrollierte, die Schlüsselfigur des Mordes. Rizzieri, der sich später den Partisanen anschloss, wurde am 30. April 1944 von seinen ehemaligen Kameraden ermordet.
Claudio Pavone äußert sich in seinem wichtigsten Werk Una guerra civile. Saggio storico sulla moralità nella Resistenza (1991) nicht zu den Hintergründen der Ermordung Ghisellinis und schreibt lediglich, dass die Faschisten als Vergeltung das Massaker von Ferrara verübten, das zeitgleich mit dem Kongress von Verona stattfand und somit einen „entscheidenden Wendepunkt zum Bürgerkrieg“ darstellte. Auf einer Historikerkonferenz im Jahr 2010 schrieb er die Ermordung des Vorsitzenden von Ferrara hingegen den Partisanen zu.

## Würdigung
Die XXIV. Schwarze Brigade „Igino Ghisellini“, die in Ferrara ihren Standort hat, wurde nach Ghisellini benannt; 2008 benannte der Mitte-Rechts-Stadtrat von Cento eine Straße nach ihm.

## Auszeichnungen
- Tapferkeitsmedaille in Silber (Monte Solarolo, 24. Juni 1918)
- Tapferkeitsmedaille in Silber (Malga Fossa dei Confin – Val dei Pez, 16. September 1918)
- Tapferkeitsmedaille in Silber (Monte Pertica – Grappa, 25./27. Oktober 1918)
- Tapferkeitsmedaille in Bronze (Gora Faltì, 9. November 1936)
- Tapferkeitsmedaille in Bronze (Neghe Sel Nuré, 5. März 1937)
- Tapferkeitsmedaille in Bronze (Krispolje, 13. August 1942)
- Verdienstmedaille für die Freiwilligen des italienisch-österreichischen Krieges 1915–1918
- Verdienstmedaille für die Freiwilligen des Italienisch-Äthiopischen Krieges 1935–1936
- Verdienstmedaille für die Freiwilligen des spanischen Bürgerkrieges
- Erinnerungsmedaille des Marsches auf Rom
- Gedenkmedaille der Feldzüge in Ostafrika (Kämpfende Teilnahme)
- Erinnerungsmedaille an den italienisch-österreichischen Krieg
- Gedenkmedaille zur Einheit Italiens
- Interalliierte Siegesmedaille (Italien)
- Medaille für die Freiwilligen des Feldzuges in Spanien (Italien)
- Kriegskreuz für die nationale Einheit Spaniens
- Kriegsgedenkmedaille 1940–43
- MVSN Dienstalterskreuz (20 Jahre)